# Marian Kania
Marian Michał Kania (ur. 8 września 1942 w Sosnowcu) – polski działacz związkowy i gospodarczy, w latach 1989–1991 podsekretarz stanu w Ministerstwie Przemysłu.

## Życiorys
Syn Stanisława i Wandy. Pracował w pionie głównym energetyki Huty im. Lenina w Nowej Hucie. Należał do NSZZ „Solidarność”, był wiceprzewodniczącym ds. organizacyjnych w Komisji Robotniczej Hutników Huty Lenina. W grudniu 1981 brał udział w strajku w miejscu pracy, internowano go na kilka dni. Ponownie aresztowano go na kilka miesięcy we wrześniu 1982 w Uhercach. W kolejnych latach współpracował z Mirosławem Dzielskim, należał do założycieli powołanego w 1985 Krakowskiego Towarzystwa Przemysłowego i został jego wiceprzewodniczącym. Był rozpracowywany przez Służbę Bezpieczeństwa. Od 14 listopada 1989 do 7 stycznia 1991 pełnił funkcję podsekretarza stanu w Ministerstwie Przemysłu. Później zajmował stanowisko szefa rady nadzorczej krakowskiej huty (wówczas już pod nazwą Huty im. T. Sendzimira).
Odznaczony Krzyżem Oficerskim Orderu Odrodzenia Polski (2014) oraz Krzyżem Wolności i Solidarności (2019).